# Verts écologistes
 (octobre 2017).
Si vous disposez d'ouvrages ou d'articles de référence ou si vous connaissez des sites web de qualité traitant du thème abordé ici, merci de compléter l'article en donnant les références utiles à sa vérifiabilité et en les liant à la section « Notes et références ».
Les Verts écologistes (en grec moderne : Οικολόγοι Πράσινοι / Oikologoi Prasinoi) (OP) est un parti politique grec, fondé les 7 et 8 décembre 2002. De type écologiste, il appartient au Parti vert européen. 

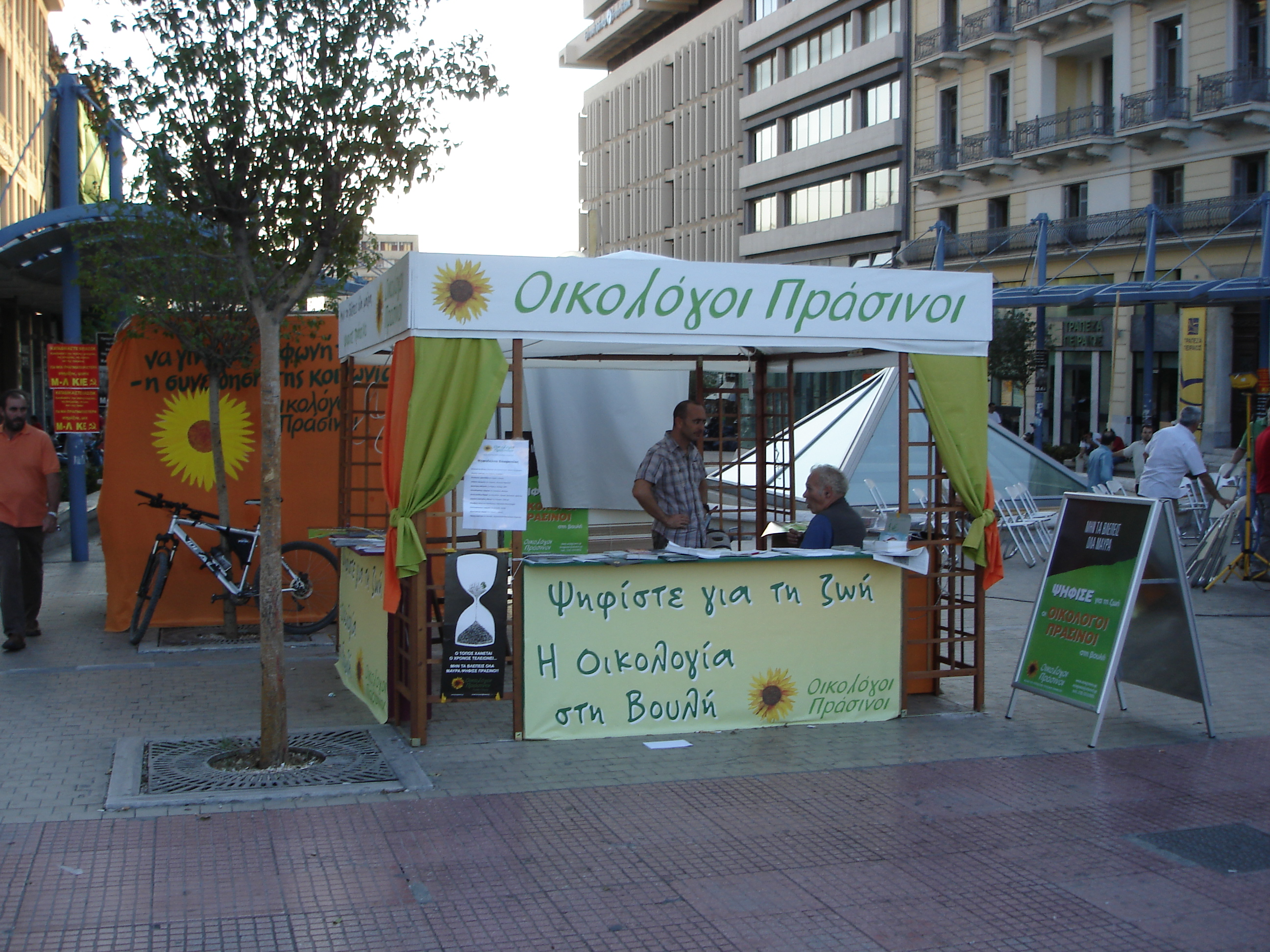
Stand électoral des Verts écologistes à Athènes lors des élections législatives grecques de 2007.

## Histoire
Après la fusion ayant amené à leurs créations, les Verts écologistes ont échoué à obtenir des députés, aux élections européennes de 2004 (0,7 %), comme aux élections législatives de 2007 (1,17 %).
Néanmoins, lors des élections européennes de 2009, en réunissant 3,5 %  des suffrages, ils sont parvenus à faire élire le journaliste Michális Tremópoulos au Parlement européen. Ils n'ont par la suite pas réussi à transformer cet essai ; le parti n'ayant pas dépassé le seuil électoral des 3 %, nécessaire à l'obtention de députés européens et nationaux, ni lors élections législatives de mai et juin 2012, ni lors des élections européennes de 2014, perdant ainsi leur représentation européenne.
En vue des élections législatives de 2015, les Verts écologistes ont signé un accord avec SYRIZA. Aussi, la victoire de la coalition a permis l'élection de Geórgios Dimarás, premier député du parti à la Voulí.
Conformément à ce même accord, Giánnis Tsirónis (en), journaliste et membre de la direction du parti, est devenu, lors de la création du gouvernement Tsípras I, ministre adjoint chargé de l'Environnement, de l'Énergie et du Changement climatique, rattaché à Panayiótis Lafazánis, ministre de la Restructuration de la production, de l'Environnement et de l'Énergie.

## Résultats électoraux

### Élections parlementaires
| Année          | Voix    | %   | Sièges  | Rang |
| -------------- | ------- | --- | ------- | ---- |
| 2007           | 75 529  | 1,1 | 0 / 300 | 6e   |
| 2009           | 173 964 | 2,5 | 0 / 300 | 6e   |
| mai 2012       | 185 410 | 2,9 | 0 / 300 | 8e   |
| juin 2012      | 54 421  | 0,9 | 0 / 300 | 10e  |
| janvier 2015   | -       | -   | 1 / 300 | -    |
| septembre 2015 | -       | -   | 2 / 300 | -    |
| 2019           | -       | -   | 0 / 300 | -    |
| mai 2023       | 35 174  | 0,6 | 0 / 300 | 12e  |

### Élections européennes
| Année | Voix    | %     | Sièges | Rang | Groupe    |
| ----- | ------- | ----- | ------ | ---- | --------- |
| 2004  | 40 873  | 0,7 % | 0 / 25 | 8e   |           |
| 2009  | 178 964 | 3,5 % | 1 / 22 | 6e   | Verts/ALE |
| 2014  | 51 673  | 0,9 % | 0 / 21 | 14e  |           |
| 2019  | 49 099  | 0,9 % | 0 / 21 | 14e  |           |